# 2008年北京オリンピックのルクセンブルク選手団
2008年北京オリンピックのルクセンブルク選手団（2008ねんペキンオリンピックのルクセンブルクせんしゅだん）は、2008年8月8日から8月26日まで開催された2008年北京オリンピックにおけるルクセンブルク選手団の名簿。選手名及び所属・記録は2008年当時のもの。

## 水泳

### 競泳
- Raphael Stacchiotti：男子200m自由形 予選敗退
- Alwin de Prins：男子100m平泳ぎ 予選敗退
- Laurent Carnol：男子200m平泳ぎ 予選敗退
- Christine Malliet：女子200m自由形 予選敗退

## 体操競技

### 体操
- Sascha Palgen：男子個人総合 37位

## セーリング
- Marc Schmit：男子レーザー級 42位

## 自転車
- キム・キルシェン：男子個人ロードレース 46位
- アンディ・シュレク：男子個人ロードレース 5位
- フランク・シュレク：男子個人ロードレース 43位

## 卓球
- 倪夏蓮：女子シングルス 3回戦敗退

## 柔道
- マリー・ミュラー：女子52kg級 1回戦敗退

## トライアスロン
- Dirk Bockel：男子 25位
- Elizabeth May：女子 41位